# Luca Iodice
Luca Iodice (* 11. August 1978 in Wohlen) ist ein ehemaliger Schweizer Fußballspieler und heutiger Trainer.

## Karriere als Spieler
Luca Iodice begann seine Profi-Karriere 1995 beim Grasshopper Club Zürich, wo er von Christian Gross trainiert wurde. 1997 wechselte er zum Stadtrivalen FC Zürich, mit dem er im UEFA-Pokal 1998/99 spielte und die dritte Runde erreichte. Nach einer 0:1-Niederlage im Hinspiel, dank eines Strafstoßes in der Nachspielzeit, lag der FC Zürich im Rückspiel bis zur 92. Minute mit 2:1 in Führung, bekam dann aber den Ausgleich durch Francesco Totti. 1999 unterschrieb Iodice einen Vertrag bei der AC Bellinzona, wo er lediglich ein Jahr spielte. Nach Zwischenstationen in Schaffhausen, Baden und Aarau, kehrte er auf die Saison 2002/03 wieder zurück zum FC Zürich, der zu diesem Zeitpunkt von Georges Bregy und Gilbert Gress trainiert wurde. Mit den Zürchern reichte es in den zwei folgenden Jahren nicht für die Platzierung auf einem europäischen Rang in der Schweizer Meisterschaft. Im Juni 2004 gab Iodice bekannt, dass er seinen Vertrag frühzeitig auflösen wird und beim FC Winterthur unterzeichnet hat, bei dem er eine Saison spielte. 2005 kehrte er zum FC Baden zurück, wo er 48 Spiele absolvierte und dabei ein Tor erzielte. Als letzte Station seiner Profikarriere ließ er sich auf ein Engagement beim SC Buochs ein.

## Karriere als Trainer
FC Bremgarten
Im Sommer 2009, ein Jahr nach seinem letzten Engagement als aktiver Profi-Fußballer, übernahm Luca Iodice den Zweitliga Club FC Bremgarten als Spieltrainer. Er konnte in derselben Saison trotz anfänglicher Schwierigkeiten und einem Abstiegsplatz zur Winterpause mit seinem Team drei Runden vor Schluss den Ligaerhalt feiern. Danach blieben Anfragen von anderen Vereinen – auch aus höheren Ligen – nicht aus. Letzten Endes entschied sich Iodice für eine weitere Saison als Trainer des FC Bremgarten.
FC Meisterschwanden
Am 13. Dezember 2011 verließ Iodice den FC Bremgarten aufgrund fehlender Motivation und zu großem Aufwand für wenig Erfolg. Er unterzeichnete stattdessen einen Vertrag beim Zweitligisten FC Meisterschwanden.
FC Zürich U-16
Auf die Saison 2013/14 übernahm Iodice die Dienste des Assistenztrainers der U-16 Mannschaft des FC Zürich. Damit kehrte er zu dem Verein zurück, wo er einst im Mittelfeld gespielt hat.